# Ermida de São Domingos (São Luís)
A Ermida de São Domingos é um monumento religioso em ruínas e um sítio arqueológico na freguesia de São Luís, no Município de Odemira, na região do Alentejo, em Portugal.

## Descrição
Os vestígios do edifício encontram-se no alto do monte conhecido como Cerro de São Domingos, num local isolado, a cerca de 380 m de altitude. Situam-se a cerca de 50 m de distância do marco geodésico, no sentido Sudoeste, e a aproximadamente 1,7 Km da localidade de São Luís. Este local está integrado na área protegida do Parque Natural do Sudoeste Alentejano e Costa Vicentina.
A ermida, dedicada a São Domingos, tinha uma planta de forma rectangular, com cerca de quatro por seis metros de dimensão. Estava alinhada de Noroeste a Sudoeste, com uma porta no lado Noroeste. As paredes melhor conservadas foram as das fachadas Sudeste e Este, atingido uma altura de 1,5 a 2 m e uma espessura de 60 a 80 cm, tendo sido construídas em aparelho de xisto argamassado.
O espólio encontrado no local é composto por uma lamela de quartzo hialino, e vários fragmentos de telhas e peças de cerâmica comuns, que mostram indícios de terem sido fabricados tanto de forma manual como no torno.

## História
O local onde se erguia a ermida foi habitado na Idade do Bronze e depois durante a época medieval. A ermida foi mencionada nos registos dos Inquéritos Paroquiais de 1758, onde se refere que já tinham sido feitas obras de reparação. O sítio foi alvo de trabalhos arqueológicos em 1995 e 1998.